# De Heide (Oirschot)
De Heide is een gehucht in het dorp Oostelbeers in de Nederlandse provincie Noord-Brabant. Het ligt in het noordwesten van Middelbeers tegen de grens van Haghorst en Oost-, West- en Middelbeers. Tot dit gehucht behoren de buurtschappen Voorste- en Achterste Hei.
Het gehucht De Heide of ook wel De Hey is ontstaan in het landschap tussen een pachtboerderij; De Halve Hoef en de Heymolen, welke beide zijn opgericht door de Abdij van Tongerlo in de vroege 15e eeuw.
In het eerste kwart van de 17e eeuw bestond het gehucht reeds uit zes boerderijen, waarvan twee aan de achterste heide. Reeds aan het einde van de 18e eeuw was dit praktisch onveranderd.

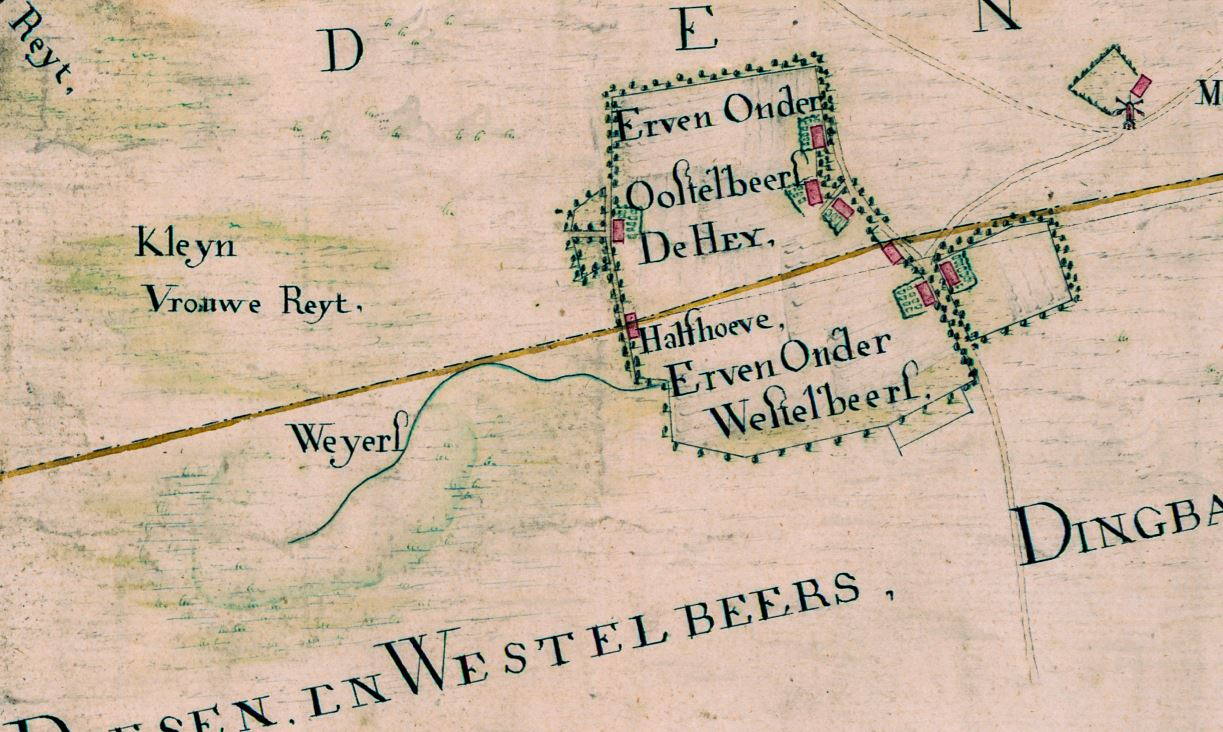
Fragment van een kaart van Hendrik Verhees uit 1791

Dorpen: Middelbeers · Oostelbeers · Oirschot · Spoordonk 

Buurtschappen: Boterwijk · Evenheuvel · Groene Woud · Hedel · Hoogeind · Huygevoort · Kattenberg · Kuikseind · Lieveld · Pandgat · Polsdonken · Straten · Theetuin · Tregelaar · Voorteind · Westelbeers

Noord-Brabant: Steden en dorpen      Nederland: Provincies · Gemeenten